# Chris Camozzi
Christopher Allen "Chris" Camozzi (Alameda, California; 20 de noviembre de 1986) es un artista marcial mixto y kickboxer estadounidense que actualmente compite en la compañía de kickboxing Glory. También ha estado compitiendo en la categoría de peso medio de UFC.

## Primeros años
Camozzi es de Alameda, California y compitió en lucha libre y rugby en la escuela secundaria. Camozzi luego continuó su carrera de rugby en el Colegio de Fort Lewis, pero pronto abandonó y regresó a casa para entrenar en Muay Thai y jiu-jitsu brasileño. El entrenador de Camozzi, que había peleado en algunos de los eventos anteriores de UFC, le preguntó a Camozzi si estaba interesado en las artes marciales mixtas, y Camozzi pronto comenzó su carrera.

## Carrera en artes marciales mixtas

### Ultimate Fighting Championship
Aunque Camozzi fue eliminado de la serie, luchó en The Ultimate Fighter: Team Liddell vs. Team Ortiz Finale contra James Hammortree. Camozzi ganó por decisión unánime.
La próxima pelea de Camozzi fue en UFC 121 contra el coreano Dongi Yang. Ganó la pelea por decisión dividida.
Camozzi se enfrentó contra Kyle Noke el 27 de febrero de 2011 en UFC 127. Perdió la pelea a través de sumisión en la primera ronda y posteriormente fue liberado de la promoción.

### Shark Fights
Después de su liberación de la UFC, Camozzi se enfrentó a Joey Villaseñor en Shark Fights 15. La pelea fue inicialmente declarada empate, pero posteriormente se modificó la decisión y se le concedió victoria por decisión dividida para Camozzi por la Comisión Atlética de Nuevo México cuando se reveló que una de las puntuaciones del juez se añadió incorrectamente.

### Regreso a UFC
Se anunció el 12 de septiembre que Camozzi había vuelto a firmar con la UFC. Se enfrentó a Francis Carmont el 29 de octubre de 2011 en UFC 137. Camozzi perdió por decisión unánime.
En su próxima pelea, Camozzi derrotó a Dustin Jacoby en la tercera ronda por sumisión el 28 de enero de 2012 en UFC en Fox 2.
Camozzi enfrentó a Nick Catone el 22 de junio de 2012 en UFC en FX 4. En la tercera ronda, Camozzi golpeó a Catone con un rodillazo en la cabeza abriendo un corte gigante, haciendo que el médico entrara y forzara un TKO (paro médico) en el 1:51 de la tercera ronda.
Camozzi luchó brasileño Luiz Cané el 13 de octubre de 2012 en UFC 153. Ganó la pelea por decisión unánime.
Camozzi enfrentó a Nick Ring el 16 de marzo de 2013 en el UFC 158. Ganó la pelea por decisión dividida.
Camozzi enfrentó a Ronaldo Souza el 18 de mayo de 2013 en UFC on FX 8. Perdió por sumisión técnica en la primera ronda.
Camozzi se enfrentó a Lorenz Larkin el 6 de noviembre de 2013 en UFC Fight Night 31. Perdió la pelea por decisión unánime.
Camozzi enfrentó a Bruno Santos el 5 de julio de 2014 en UFC 175. Perdió la pelea por decisión dividida.
Una pelea con Rafael Natal tuvo lugar el 5 de septiembre de 2014 en UFC Fight Night 50. Natal derrotó a Camozzi por decisión dividida.
Después de perder cuatro peleas consecutivas Camozzi fue despedido por la UFC por segunda vez.

### Tercer regreso a UFC
Después de dos victorias en el circuito regional, Camozzi reemplazó a Yoel Romero lesionado y enfrentó a Ronaldo Souza en una revancha el 18 de abril de 2015 en UFC on Fox 15. Perdió la pelea por sumisión debido a un armbar en la primera ronda.
Camozzi enfrentó a Tom Watson el 8 de agosto de 2015 en UFC Fight Night 73. Ganó la pelea por decisión unánime.
Camozzi se enfrentó a Joe Riggs el 21 de febrero de 2016 en UFC Fight Night 83. Ganó la lucha a través de TKO tras una serie de rodillazos. Ganó el premio a Actuación de la Noche.
Camozzi se enfrentó a Vitor Miranda el 29 de mayo de 2016 en UFC Fight Night 88. Ganó la pelea por decisión unánime.
Camozzi se enfrentó a Thales Leites el 6 de agosto de 2016 en UFC Fight Night 92. Perdió la pelea por sumisión en la tercera ronda.
Camozzi se enfrentó a Dan Kelly el 27 de noviembre de 2016 en el UFC Fight Night 101. Perdió la pelea por decisión unánime.
El 28 de mayo de 2017, Camozzi se enfrentó a Trevor Smith en el UFC Fight Night 109. Perdió la pelea por decisión unánime.
El 2 de junio de 2017, Camozzi anunció la expiración de su contrato con UFC.

## Campeonatos y logros
- Ultimate Fighting Championship
  - Actuación de la Noche (Una vez)

- - Prize Fighting Championship
  - Campeón de peso medio de Prize FC
  - Una defensa de título

## Récord en Kickboxing
| 3 Victorias (2 (T)KO's, 0 decisiones), 1 Derrota |           |                 |                       |                     |       |        |        |
| Fecha                                            | Resultado | Rival           | Evento                | Método              | Round | Tiempo | Récord |
| 23/11/2019                                       | Derrota   | Ryot Waller     | Glory 72: Chicago     | Decisión (dividida) | 3     | 3:00   | 3-2-0  |
| 02/11/2018                                       | Victoria  | Myron Dennis    | Glory 61: New York    | Decisión (unánime)  | 3     | 3:00   | 3-1-0  |
| 10/08/2018                                       | Victoria  | John King       | Glory 56: Denver      | TKO (strikes)       | 2     | 2:48   | 2-1-0  |
| 31/03/2018                                       | Derrota   | Mike Lemaire    | Glory 52: Los Angeles | Decisión (unánime)  | 3     | 3:00   | 1-1-0  |
| 25/08/2017                                       | Victoria  | Kyle Weickhardt | Glory 48: New York    | TKO                 | 2     | 3:00   | 1-0-0  |